# 斗六市區鐵路高架化計畫
斗六市區鐵路高架化計畫是位在雲林縣的鐵路高架化計畫，北起八德生命園區前平交道，南迄長林路田頭平交道，總長8.75公里，全線位於斗六市境內，經費約為117億元（雲林縣政府負擔25億元）。

## 高架方案計畫內容
- 平面線形規劃

利用原臺鐵路廊興建永久軌，並於海側佈設約7.1公里之臨時軌。
- 縱面線型規劃

於達豐廠前平交道（斗六生命園區）前爬升、過芭蕉溪後下降至地面與現有軌銜接。共消除7處平交道（即1.達豐廠前平交道 2.海豐崙平交道 3.斗六國中平交道 4.鎮北路平交道 5.保長路平交道 6.後庄一平交道 7.後庄二平交道。另石林平交道與田頭平交道為陸面平交道）、3處陸橋與2處地下道。

## 陸橋拆除、地下道及平交道取消
- 消除7處平交道
  - 達豐廠前平交道
  - 海豐崙平交道(豐興路)
  - 斗六國中平交道(育英北街)
  - 鎮北平交道(鎮北路)
  - 保長平交道(保長路)
  - 後庄(一)平交道(后庄路)
  - 後庄(二)平交道(村里聯絡道)

- 原跨越鐵路的陸橋回復平面道路共3處
  - 大學路橋
  - 內環路橋
  - 明德路橋

- 原穿越鐵路的地下道回復平面道路共2處
  - 西平路地下道
  - 雲林路二段6巷地下道

## 計畫車站
| 車站名稱 （英文名稱） | 里程    | 站體型式 | 工程內容         | 所在地 | 所在地 |
| --------------------- | ------- | -------- | ---------------- | ------ | ------ |
| 斗六市區鐵路高架化    |         |          |                  |        |        |
| 高架化工程起點：      |         |          |                  |        |        |
| 斗六                  | 260.6KM | 高架     | 改建為高架化站體 | 雲林縣 | 斗六市 |
| 雲林縣政府            | －      | 高架     | 新建高架化站體   | 雲林縣 | 斗六市 |
| 高架化工程終點：      |         |          |                  |        |        |

## 計畫期程[1]
- 2019年11月21日，雲林縣政府送計畫至雲林縣議會爭取支持。
- 2019年12月11日，雲林縣議會大會決議通過。
- 2019年12月23日，雲林縣政府函送可行性報告至交通部審查。
- 2020年2月6日，交通部鐵道局總工程司溫代欣邀請國家發展委員會、行政院主計總處、工程會、財政部等中央各部會現地勘查。
- 2020年3月31日，中華民國交通部召開初審會議。
- 2020年4月13日，交通部辦理初審並發函請雲林縣政府依會議結論修正，預計於2020年6月底前再度提報交通部審查。
- 2020年9月10日，雲林縣政府第2次函送可行性報告修正本至交通部審查。
- 2020年11月24日，交通部鐵道局召開研商會議，副縣長率隊出席。
- 2021年1月27日，為取得營運單位臺灣鐵路局同意文件，副縣長率隊拜訪台鐵局高層協調。
- 2021年5月24日，針對1月27日臺鐵局意見，函送修正報告書爭取同意。
- 2021年6月9日，臺灣鐵路局檢送第1次修正意見。
- 2021年7月16日，針對6月9日臺灣鐵路局意見，函送修正報告書。
- 2021年8月4日，臺灣鐵路局檢送第2次修正意見。
- 2021年9月1日，針對8月4日臺灣鐵路局意見，函送修正報告書。
- 2021年9月22日，臺灣鐵路局檢送第3次修正意見。
- 2021年9月28日，針對9月22日臺灣鐵路局意見，函送修正報告書。
- 2021年10月21日，交通部鐵路局再次提出13點問題，並請雲林縣政府做修正。
- 2021年11月12日，針對10月21日臺灣鐵路局意見，函送修正報告書。
- 2021年11月23日，交通部臺灣鐵路管理局局長杜微拜會雲林縣政府相關人員，局長杜微承諾速發同意函。
- 2021年12月7日，可行性報告報交通部鐵道局審查。
- 2022年3月17日，交通部召開第2次初審會議。
- 2022年4月21日，針對3月17日交通部第2次初審意見，函送修正報告書續審。
- 2022年7月13日，交通部召開鐵路平交道與環境改善建設及周邊土地開發計畫審查會第16次會議審查。
- 2022年9月27日，針對交通部召開鐵路平交道與環境改善建設及周邊土地開發計畫審查會第16次會議審查意見，函送修正報告書續審。
- 2023年5月5日，交通部召開鐵路平交道與環境改善建設及周邊土地開發計畫審查會第18次會議審查。
- 2023年6月26日，針對交通部召開鐵路平交道與環境改善建設及周邊土地開發計畫審查會第18次會議審查意見，函送修正報告書續審。
- 2023年9月25日，交通部召開鐵路平交道與環境改善建設及周邊土地開發計畫審查會第19次會議審查，委員就北側彎道曲率半徑提出意見。[2]
- 2023年11月15日，針對交通部召開鐵路平交道與環境改善建設及周邊土地開發計畫審查會第19次會議審查意見，函送修正報告書續審。[2]

## 工程階段
- 開工日期：待決定
- 完工日期：---

### 預定時程與進度
| 路線\進度                          | 可行性研究 | 可行性研究 | 可行性研究     | 可行性研究     | 可行性研究     | 綜合規劃 | 綜合規劃 | 綜合規劃       | 綜合規劃       | 綜合規劃       | 綜合規劃       | 設計        | 設計        | 招標  | 招標  | 執行  | 執行  | 執行     | 執行  | 預 計 完 工 | 備註 \| █ 已完成或核定 █ 進行中 █ 預定啟動 \| |
| 路線\進度                          | 啟 動      | 送 審      | 交 通 部 核 定 | 國 發 會 核 定 | 行 政 院 核 定 | 啟 動    | 環 評    | 環 保 署 核 定 | 交 通 部 核 定 | 國 發 會 核 定 | 行 政 院 核 定 | 設 計 完 成 | 審 議 完 成 | 公 示 | 決 標 | 施 工 | 完 工 | 試 營 運 | 履 勘 | 預 計 完 工 | 備註 \| █ 已完成或核定 █ 進行中 █ 預定啟動 \| |
| ---------------------------------- | ---------- | ---------- | -------------- | -------------- | -------------- | -------- | -------- | -------------- | -------------- | -------------- | -------------- | ----------- | ----------- | ----- | ----- | ----- | ----- | -------- | ----- | ----------- | --------------------------------------------- |
| 斗六市區鐵路高架化計畫             |            |            |                |                |                |          |          |                |                |                |                |             |             |       |       |       |       |          |       |             |                                               |
| █ 已完成或核定 █ 進行中 █ 預定啟動 |            |            |                |                |                |          |          |                |                |                |                |             |             |       |       |       |       |          |       |             |                                               |

## 來源
1. ↑  . public.yunlin.gov.tw. 2022-09-27  [2023-01-30]. （原始内容存档于2023-01-30） （中文（臺灣））.
2. 1 2  . www.yunlin.gov.tw. 2023-11-18  [2023-11-20]. （原始内容存档于2023-11-20） （中文（臺灣））.